# Conflicto de distracción
Conflicto de distracción (también distracción / conflicto ) es un término proveniente de la psicología social. Es una alternativa al primer principio en la teoría de la facilitación social de Zajonc, que formula que la presencia de otro individuo genera excitación, y esta excitación facilita a las tareas fáciles e inhibe tareas complejas. El modelo de distracción-conflicto establece que "en presencia de otros hay un conflicto entre atender a la otra persona y atender a la tarea". De acuerdo con el modelo de conflicto de distracción esto es responsable de la excitación del sujeto. 
Cuando un sujeto busca prestar atención a cada uno de los diferentes estímulos que recibe existe un conflicto atencional. La tarea que no está relacionada con su objetivo principal se denomina distracción. Esto ocurre cuando la presión para prestarle atención a cada entrada es idéntica y el individuo no tiene las capacidades cognitivas necesarios para hacerlo.
De acuerdo con la teoría de la distracción-atención  "la distracción durante una tarea simple mejorará el rendimiento si se desencadena un conflicto atencional".  Por ende, el desempeño de  un individuo en tareas simples se ve facilitado por la excitación, mientras que el desempeño de un individuo en tareas complejas se ve obstaculizado por esta misma excitación. Para que esto ocurra, el nivel de distracción debe estar relacionado con el rendimiento, de modo que los beneficios de una mayor unidad superen los costos de la interrupción. El conflicto de distracción, así como la incertidumbre social y la autoatención, pueden "provocar una sobrecarga de recursos porque absorben la capacidad de atención".
Este modelo predice que cualquier conflicto atencional producirá un impulso. La existencia de un conflicto de distracción fue respaldada por varios estudios cuyos  resultados  demuestran que  "otras distracciones, como un ruido o luces intermitentes, tienen los mismos efectos de conducción que el público en el desempeño de las tareas". Esto se debe a que "nuestra atención se divide entre la tarea en cuestión y la observación de las reacciones de las personas en la audiencia."  Los efectos de la distracción-conflicto también se muestran como los más fuertes cuando hay una sensación de urgencia.

## Principales hallazgos empíricos
La investigación inicial de 1978 Sanders, Baron y Moore planteó la hipótesis de que los sujetos estarían más distraídos al realizar una tarea frente a un co-actor o una audiencia que trabajando solos. Los investigadores buscaron demostrar esto a través de una tarea de palabras combinadas. 
En este estudio, los sujetos primero tuvieron pruebas de anticipación en una lista de práctica donde se les presentó la palabra principal y tuvieron que adivinar la palabra de respuesta adjunta. Se les asignó una lista competitiva (una lista compleja donde las palabras principales estaban asociadas) o una lista no competitiva (una lista simple donde se relacionan los pares de palabras). Entre la práctica y los ensayos de prueba posteriores se introdujo una audiencia. 
Se midió el rendimiento dividiendo el total de errores por los pares de palabras en la lista. La distracción que el sujeto experimentó fue medida mediante un autoinforme de atención a la tarea y  errores de recuerdo. El resultado fue que la presencia de audiencias perjudicaba al rendimiento cuando la lista era compleja pero mejoraba el rendimiento en la tarea más simple. De acuerdo con Sanders, Baron y Moore estos datos muestran que hay mayor distracción en presencia de una audiencia. Los investigadores concluyeron que la excitación del sujeto y los efectos acompañantes se debieron en parte a la distracción.

### Los otros como distractores
Una de las preguntas más importantes para esta teoría es determinar la fuente real de distracción. En 1978, Sanders, Baron y Moore argumentaron que una distracción podía ocurrir si "los sujetos quisieran obtener información de comparación social de la otra persona". Para probar esto armaron un experimento, estableciendo una tarea de copia en tres condiciones diferentes: solo, con otra persona haciendo la misma tarea y con una tercera persona haciendo una tarea diferente. De esta manera estudiaron la hipótesis de que solo cuando la otra persona presente estaba haciendo la misma tarea habría una comparación social y, por lo tanto, una distracción. Los investigadores plantearon la hipótesis de que las personas se distraen debido a la presión de participar en la comparación social, y esta presión aumenta los efectos de la facilitación social. 
Los participantes realizaron la tarea de copia en dos condiciones. A algunos se les dijo que se estaban estudiando las impresiones de la tarea, por lo que los sujetos experimentaron comparativamente poca presión. Al resto de los participantes se les dijo que se estaba estudiando la capacidad de diferir la gratificación, por lo que era probable que los estudiantes compararan sus actuaciones con un coactor. 
De acuerdo con este estudio, los sujetos estaban motivados para comparar sus actuaciones con los coactores, lo que causaba distracción. Observaron que los efectos de facilitación social estaban relacionados con esta distracción.

## Hallazgos recientes
En 1999 Huguet y col. examinaron los efectos de la sociabilidad sobre la prueba de Stroop. Los investigadores hicieron que los participantes completaran esta tarea solos o con un coactor que   trabajó más lentamente, trabajó a la misma velocidad o trabajó más rápido que el participante. Los investigadores encontraron que la interferencia Stroop disminuía cuando los participantes que trabajaron con un coactor de ritmo similar o más rápido. Los resultados indican que los participantes participaron en una comparación social con el coactor, y que esta comparación creó distracción.
En el 2004  Muller, Atzeni y Butera realizaron un estudio cuyos resultados apoyan la hipótesis de conflicto atencional. El experimento consistió en asignar una condición a los sujetos al azar: solo, comparación social ascendente (trabajar junto a un coactor que era mejor en la tarea) o comparación social descendente (trabajar con un coactor que era peor en la tarea) y se les pidió que completaran una tarea que indicaba la presencia de "$" en varias imágenes. Los investigadores encontraron que la coacción disminuyó los errores cometidos por los sujetos en la condición de una comparación social ascendente. Los autores concluyeron que es posible que los coactores sean objetos de comparación social y, por lo tanto, de distracción.

## Deficiencias del modelo de distracción-conflicto
Las principales deficiencias de la teoría de la distracción-conflicto resultan de las limitaciones en los datos existentes y la existencia de posibles interpretaciones alternativas. Sanders, Baron y Moore reconocen que el estudio que realizaron en 1978 reconoce que los resultados no permiten establecer a la distracción como la única característica que aumenta la excitación. Además, de acuerdo con los autores: 
 No hay correlación significativa entre las  medidas [de distracción]  o entre estas y  el rendimiento de sujeto; a menudo no producían diferencias significativas entre condiciones; ocasionalmente no lograron establecer paralelos e incluso revirtieron las tendencias de los datos de rendimiento relevantes. 
 La evidencia actual no permite identificar definitivamente a la distracción como causa principal de un aumento en la motivación. 